# Колонія (Полівці)
Полівці-Колонія (пол. Połowce Kolonia) — німецька колонія, яка існувала поруч із селом Полівці (тепер Чортківський район Тернопільської області).

## Заснування
Колонія заснована 1819 року в Чортківського окрузі Королівства Галичини та Володимирії.
Колоністи походили з Пфальцу та були парафіянами лютеранської церкви (Євангелісти аугсбурзького віровизнання). У Географічному словнику Королівства Польського вказано, що в Полівцях був філіал церкви євангелістсько-аугсбурзького віровизнання, який належав до парафії в Заліщиках.

## Історія
У міжвоєнний період Полівці-Колонія становили окрему від Полівців сільську гміну в Чортківському повіті, тобто отримала статус села.
1 серпня 1934 року в рамках реформи самоврядування на підставі нового закону про самоврядування (23 березня 1933 року) гміна Полівці-Колонія увійшла до нової сільської гміни Джурин (Чортківський повіт Тернопільського воєводства). При цьому саме село Полівці увійшло до сусідньої гміни Палашівка.
1900 року в колонії проживали 160 німців, 17 поляків та 4 українці («русини»). Серед них 159 євангелістів аугсбурзького визнання, 12 римо-католиків, 6 греко-католиків та 4 євреї.
Перед Другою світовою в колонії проживали близько 160 німців, 10 українців та 20 поляків. Після радянської анексії західноукраїнських земель в село тримало назву Бартошівка, увійшло до складу Білобожницького району Тернопільської області. В селі була утворена сільська рада, однак після вивезення німців за програмою «Додому в Рейх» до Вартеґав сільраду ліквідували і село звели до статусу хутора  Полівцівської сільської Ради.
Поблизу села Полівці зберегся занедбаний німецький цвинтар.